# Gagrellula simla
Gagrellula simla is een hooiwagen uit de familie Sclerosomatidae.